# Alijja (partia)
Alijja (hebr. עלי"ה, dosł. „Imigracja”, ale również akronim od Amnu LiMa’an Jisra’el Ha-Mitadeszet – עמנו למען ישראל המתחדשת, dosł. „My, naród dla odnowionego Izraela”) – partia polityczna w Izraelu, reprezentującą głównie rosyjskojęzycznych imigrantów, powstała pod koniec lat 90. XX wieku.

## Historia
Ugrupowanie zostało założone w 1998 roku, podczas kadencji czternastego Knesetu, kiedy to deputowani Micha’el Nudelman i Jurij Sztern, obaj imigranci z Rosji, odeszli z partii Jisra’el ba-Alijja przewodzonej przez Natana Szaranskiego. Rozłam nastąpił, gdy ugrupowanie zagłosowało przeciwko zmianie w ustawie regulującej kwestie religijne. Nudelman i Stern nie zgadzali się z tym stanowiskiem swojej dawnej partii.
Po rozłamie, Nudelman zasugerował na początku, by nazwać ugrupowanie Shiluv (שילוב, dosł. „Integracja”), jednak wybrano nazwę Aliyah. Podczas wyborów w 1999 roku, partia wystawiła wspólną listę z ugrupowaniem Awigdora Liebermana, Jisra’el Betenu. Zarówno Nudelman, jak i Stern, dostali się do parlamentu.
Aliyah funkcjonowała jako frakcja wewnątrz Jisra’el Betenu do 2005 roku. Stern był deputowanym do Knesetu aż do swojej śmierci w 2007 roku, a Nudelman przeszedł do Kadimy, zasiadając przedtem przez jakiś czas w parlamencie jako poseł niezależny. Skłócił się on z partią Liebermana, którą oskarżył o użycie 5 mln szekli pochodzących z funduszy Aliyah na kampanię wyborczą w wyborach municypalnych.